# Encanto/Calle 62 (Tranvía de San Diego)
La estación de la Encanto/Calle 62 es una estación de la línea Naranja del Tranvía de San Diego ubicada en el barrio de Encanto, en San Diego, California. La estación cuenta con dos vías y dos plataformas laterales. Esta es la estación al este de los suburbios de donde empiezan los suburbios de San Diego.

## Conexiones
- La estación cuenta con las líneas de autobuses del Sistema de Tránsito Metropolitano MTS 4, 916, y 917 y 961